# 巻雲 (夕雲型駆逐艦)
巻雲（まきぐも）は、日本海軍の駆逐艦。一等駆逐艦夕雲型の2番艦である。艦名は敷波型駆逐艦「巻雲」に続いて2代目。

## 艦歴

### 竣工まで
1939年度（④計画）仮称第117号艦として藤永田造船所で建造された。1940年（昭和15年）12月23日起工。1941年（昭和16年）8月5日、敷設艇「澎湖」「鷹島」等と共に命名される。「巻雲」は同日附で一等夕雲型に登録された。11月5日に進水。12月20日、艤装員長として藤田勇中佐が着任する。12月23日、藤永田造船所に艤装員事務所を設置した。
1942年（昭和17年）3月14日に竣工した。同日附で艤装員事務所を撤去。横須賀鎮守府籍。藤田艤装員長も駆逐艦長（初代）となった。横須賀鎮守府警備駆逐艦となった「巻雲」は、横須賀へ移動した。

### 第十駆逐隊
1942年（昭和17年）3月14日、「巻雲」は夕雲型1番艦「夕雲」とともに第10駆逐隊（駆逐隊司令阿部俊雄大佐）を編成。
3月19日、横須賀鎮守府司令長官平田昇中将は「巻雲」を視察した。
3月28日、浦賀船渠で建造されていた夕雲型3番艦「風雲」が竣工、同日附で第10駆逐隊に編入された。4月上旬、夕雲型3隻は横須賀で待機する。
4月15日、第五航空戦隊所属だった駆逐艦「秋雲」が第10駆逐隊に編入され、同駆逐隊は定数4隻（夕雲、巻雲、風雲、秋雲）となった。
「秋雲」編入直前の4月10日、戦隊改編により第一航空艦隊（司令長官南雲忠一中将）の直衛に任ずる部隊として第十戦隊（司令官木村進少将）が編成され、第十駆逐隊も第10戦隊に編入された。これまでの第一水雷戦隊（大森仙太郎少将）に代わって南雲機動部隊の直衛に就く第十戦隊は、旗艦「長良」以下、
- 第10駆逐隊《第1小隊：(1)風雲、(2)夕雲、第2小隊：(3)巻雲、(4)秋雲》
- 第17駆逐隊《第1小隊：(1)谷風、(2)浦風、第2小隊：(3)浜風、(4)磯風》
- 第7駆逐隊《第1小隊：(1)潮、(2)漣、第2小隊：(3)曙》

が所属していた。だが第7駆逐隊は機動部隊から外されており、実際の機動部隊警戒隊（指揮官：第十戦隊司令官）は「長良」以下第10駆逐隊4隻、第17駆逐隊4隻、第四水雷戦隊/第4駆逐隊（有賀幸作司令：第1小隊《嵐、野分》、第2小隊《萩風、舞風》）という編制である。
4月14日、第十駆逐隊の2隻（巻雲、風雲）に軍人勅諭の伝達式が行われる。
4月18日、米軍機動部隊（空母「ホーネット」「エンタープライズ」基幹）は日本本土空襲を敢行（ドーリットル空襲）。第二艦隊司令長官近藤信竹中将は東日本在泊の艦艇（第四戦隊《愛宕、高雄、摩耶》、空母《祥鳳》、第4駆逐隊《嵐、野分》、第7駆逐隊《潮、曙、漣》、第10駆逐隊《風雲、夕雲、巻雲》、第8駆逐隊《朝潮、荒潮》）を中心に『前進部隊本隊』を編制。その他の部隊・艦を指揮して日本本土を出撃した。その後、会敵することなく作戦中止となり、各艦・各隊は母港に帰投した。途中、2隻（摩耶、巻雲）がソ連船調査のため前進部隊から分派され、他艦に遅れて横須賀に戻った。

### アメリカ軍機動部隊との戦い
第十戦隊は1942年（昭和17年）6月5日のミッドウェー海戦が初陣となった。アメリカ軍機動部隊艦載機の攻撃により空母3隻（赤城、加賀、蒼龍）が被弾炎上、「赤城」を第4駆逐隊第1小隊（嵐、野分）、「加賀」を第4駆逐隊第2小隊（萩風、舞風）、「蒼龍」を第17駆逐隊第2小隊（浜風、磯風）が護衛し、各艦乗組員の救助をおこなった。「夕雲」「巻雲」は「蒼龍」の乗員救助を行った後、最後まで戦闘を続けていた空母「飛龍」の救援に向かった。「飛龍」の乗組員は「巻雲」「風雲」に移乗した。「巻雲」は魚雷1本を発射して飛龍を雷撃処分した。「巻雲」以下残存艦隊は「飛龍」の沈没を確認しないまま西方に退避した。この時3名のアメリカ兵を捕虜に取っているが、その内2名は復讐として石油缶を足に括り付けて海に飛び込ませ、残る1名は艦内の浴室で蒸し焼きにして殺害したという。6月6日になり空母「鳳翔」の偵察機が漂流する「飛龍」を発見、そのため「飛龍」を確実に処分すべく駆逐艦「谷風」が派遣される。「谷風」はアメリカ軍機動部隊艦載機の襲撃を受けつつも生還した。海戦後、第十駆逐隊は6月13日に呉に帰投した。
7月14日、臨時編成の第一航空艦隊が解散して第三艦隊が編成され、南雲中将が司令官となった。第十戦隊から第七駆逐隊が外れ、第四駆逐隊および第十六駆逐隊が編入される。第十戦隊は軽巡「長良」以下、
- 第四駆逐隊（嵐、野分、萩風、舞風）
- 第十駆逐隊（夕雲、巻雲、風雲、秋雲）
- 第十六駆逐隊（雪風、時津風、天津風、初風）
- 第十七駆逐隊（谷風、浦風、浜風、磯風）

という戦力を揃えた。8月7日、ガダルカナル島とフロリダ諸島にアメリカ軍が上陸してガダルカナル島の戦いが始まった。8月16日、第三艦隊は柱島泊地を出撃してトラック諸島に向かうが、アメリカ機動部隊が出現した事によりソロモン諸島東方海域に急行した。8月24日の第二次ソロモン海戦でも空母の直衛を務めた。9月29日、「秋雲」とともに第三水雷戦隊（橋本信太郎中将）の指揮下に入り、ショートランドへ進出してすぐにガダルカナルへの鼠輸送に参加する。10月3日と6日の輸送ではタサファロングに、10月9日にはカミンボにそれぞれ舞鶴第四特別陸戦隊や第2師団（丸山政男中将）の兵員や軍需物資を陸揚げした。
10月26日の南太平洋海戦では前衛部隊に配された。日米両機動部隊の激闘の末、アメリカ空母「ホーネット (USS Hornet, CV-8) 」は爆弾5発と魚雷3本が命中して大破し、損害は甚大で復旧不能と判断したアメリカ軍は曳航を断念し、鹵獲を避けるべく処分を試み、駆逐艦「マスティン (USS Mustin, DD-413) 」および「アンダーソン (USS Anderson, DD-411) 」に処分をゆだねた。「マスティン」と「アンダーソン」は魚雷9本と400発に及ぶ5インチ砲の砲撃を行ったが、「ホーネット」は沈まなかった。そうこうしている内に、前衛部隊が迫ってきたので米駆逐艦2隻は避退していった。
「事情許さば、拿捕曳航されたし」という宇垣纏少将/連合艦隊参謀長の命令を受けて「巻雲」と「秋雲」は前衛部隊から分離した。日が暮れようとする海原を前進すると、彼方から遠雷のような砲声を聞いた。これは、先に米駆逐艦2隻が「ホーネット」に砲弾と魚雷を撃ち込んでいた音だったと考えられた。やがて、前方の水平線上が赤味を帯びているのが見えた。接近してみると炎上して漂流中の「ホーネット」だった。「ホーネット」はいたるところから火を噴き、艦首からは曳航されていたことを物語るロープが数本垂れ下がっていた。「秋雲」が12.7センチ砲弾24発を水線下に命中させたものの微動だにせず、魚雷での処分に切り替えられた。「巻雲」と「秋雲」は各魚雷2本発射し、4本のうち3本が命中。「巻雲」艦長によれば、最初の1本は艦首に命中して傾斜が復元し、2本目を反対舷に発射し、3本目で沈没、「此ノ駆逐艦魚雷ヲ三本モ打チ込ンデヤツト沈メタノニハ、ナサケナキ限リナリシ」と回想している。
一方、「秋雲」では「ホーネット」の断末魔を記録して軍令部に提出すべく、絵の上手な信号員に炎上中の「ホーネット」を描くよう命じ、スケッチの助けにしてやろうと何度もサーチライトを照射したが、「巻雲」側は突然のサーチライト照射の真意をつかめず、「如何セシヤ」の発光信号を送った。「ホーネット」の火災は艦全体に広がり、10月27日午前1時35分、サンタクルーズ諸島沖で沈没した。10月30日、「巻雲」「秋雲」はトラックに帰投。この時、「秋雲」の推進器に異常が発生したため内地帰投となり、「秋雲」から魚雷と弾薬を譲り受けた。

### ガダルカナル島の戦い
第10駆逐隊は外南洋部隊支援隊（指揮官西村祥治第七戦隊司令官）に編入されていたが、駆逐艦輸送作戦（鼠輸送）に際して増援部隊（指揮官田中頼三第二水雷戦隊司令官）に編入される。「巻雲」は11月7日7時30分にショートランド泊地に到着、増援部隊に編入された。
11月10日9時、第10駆逐隊司令阿部俊雄大佐指揮下の駆逐艦5隻（夕雲、巻雲、風雲、巻波、涼風）は、第38師団師団長を含む陸兵600名、物資、第十一戦隊弾着観測員（飛行場砲撃時）を搭載してショートランドを出撃。空襲を受けたが被害なく、揚陸地点でアメリカ軍魚雷艇4隻と交戦しこれを撃退、揚陸に成功し傷病者585名を収容して11日午前中に帰投した。
11月12日以降、ガダルカナル島のヘンダーソン飛行場基地に対する砲撃と日本軍輸送船団をめぐり、日米双方は主力艦隊を投入して大規模海戦に発展した（第三次ソロモン海戦）。外南洋部隊支援隊に所属し、第七戦隊（鈴谷、摩耶）および護衛部隊（天龍、夕雲、巻雲、風雲、朝潮）として、11月13 - 14日にかけてヘンダーソン飛行場砲撃に参加。砲撃終了後、第八艦隊主隊（鳥海、衣笠、五十鈴、天霧）と合流してショートランド泊地へ帰投中、ニュージョージア諸島南方で米空母「エンタープライズ (USS Enterprise, CV-6) 」の艦載機とヘンダーソン基地から飛来した艦爆の空襲を受け、この空襲で重巡「衣笠」が沈没した（他に鳥海、摩耶、五十鈴損傷）「巻雲」「夕雲」は「衣笠」乗組員の救助に従事した。
第三次ソロモン海戦に勝利した連合軍は、パプアニューギニアのブナに上陸作戦を敢行した（ブナとゴナの戦い）。
11月17日、外南洋部隊指揮官直率部隊（鳥海、夕雲、巻雲、風雲、親潮、陽炎）はラバウルに到着する。第八艦隊司令部は陸上に移り、他の巡洋艦（天龍）や駆逐艦はニューギニア方面の作戦に従事することになった。
11月17日夜、輸送部隊は駆逐艦5隻（夕雲、巻雲、風雲、親潮、陽炎）で出撃し、バサブア（ブナ地区）へ約1000名を揚陸させた。続く輸送作戦で駆逐艦「海風」（第24駆逐隊）が大破したため、駆逐艦4隻（春雨、白露、磯波、電）が外南洋部隊に編入され、11月22日にラバウルへ到着する。連合軍の反撃を受けて、連合艦隊はガダルカナル島よりもニューギニア方面を重視する姿勢をとった。
11月22日、輸送隊の駆逐艦4隻（巻雲、風雲、夕雲、荒潮）は陸兵800名のバサブア輸送を実施。同日、外南洋部隊指揮官三川中将は新たな兵力部署を発令する。東部ニューギニア方面護衛隊（朝潮、荒潮、春雨、白露、電、磯波、早潮、夕雲、巻雲、風雲）は、第十八戦隊司令官松山光治少将（旗艦「天龍」）の指揮下に入った。
11月28日、第10駆逐隊司令指揮下の駆逐艦4隻（夕雲、巻雲、風雲、白露）による陸兵輸送作戦を実施するが、29日昼間にB-17の空襲を受ける。「白露」が大破、「巻雲」も至近弾で損傷、輸送作戦は中止された。「巻雲」は修理を実施しつつ、12月までブナ地区への兵員揚陸を行った。12月16日からはウェワク攻略作戦に参加した。
1943年（昭和18年）1月18日、第10駆逐隊司令は阿部俊雄大佐から吉村真武大佐に交代（吉村大佐は1月7日まで軽巡龍田艦長）。
1月23日、駆逐艦5隻（秋雲、夕雲、巻雲、風雲、雪風）は南東方面部隊に編入され、そのまま外南洋部隊に所属した。「巻雲」はガダルカナル島撤収作戦（ケ号作戦）に参加する。1月31日、第一次作戦に参加する日本軍駆逐艦隊（白雪、文月、江風、親潮、舞風、巻波《第三水雷戦隊橋本信太郎少将旗艦》、風雲、巻雲、夕雲、秋雲、浦風、磯風、浜風、谷風、皐月、長月、時津風、雪風、大潮、荒潮）はショートランドを出撃。途中で空襲に遭遇し「巻波」が損傷して「文月」の曳航により退避、橋本少将は旗艦を「白雪」に変更した。この空襲により「東京急行」の接近を知ったアメリカ軍は、駆逐群および機雷敷設部隊、魚雷艇群の三段構えで「東京急行」を待ち構えようとした。このうち、駆逐群は日本機の空襲に阻止されて動けなかった。残る二隊のうち、機雷敷設部隊は2月1日夕刻にエスペランス岬付近に機雷を合計255個敷設していった。その約3時間後、エスペランス岬沖に接近しつつあったその時、「巻雲」は艦尾に触雷して航行不能となった。「夕雲」が接近して横付け曳航法でカミンボ沖まで北上したが、船体に歪みが生じてきた上に浸水がひどくなって曳航困難となる。曳航索も切断。吉村司令の許可を得て艦長の藤田中佐以下全乗員は「夕雲」に移乗し、その後、魚雷1本を発射して「巻雲」は雷撃処分された。
「巻雲」は3月1日附で、第10駆逐隊、帝国駆逐艦籍、夕雲型駆逐艦のそれぞれから除籍された。

## 歴代艦長
艤装員長
1. 藤田勇 中佐：1941年12月20日[4] - 1942年3月14日[10]

駆逐艦長
1. 藤田勇 中佐：1942年3月14日[10] - 1943年2月20日[67]